# 舍韦讷
舍韦讷（法語：Chevennes，法語發音：[ʃəvɛn]）是法国上法蘭西大區埃纳省的一个市镇，属于韦尔万区。

## 地理
舍韦讷（49°48'55"N, 3°43'57"E）面积6.06 平方千米，位于法国上法蘭西大區埃纳省，该省份为法国北部内陆省份，北起北部省，西接索姆省和瓦兹省，东临阿登省和马恩省，西南至塞纳-马恩省，东北部与比利时接壤。
与舍韦讷接壤的市镇（或旧市镇、城区）包括：乌塞、勒梅、马尔方丹、拉讷维尔乌塞、桑里绍蒙。

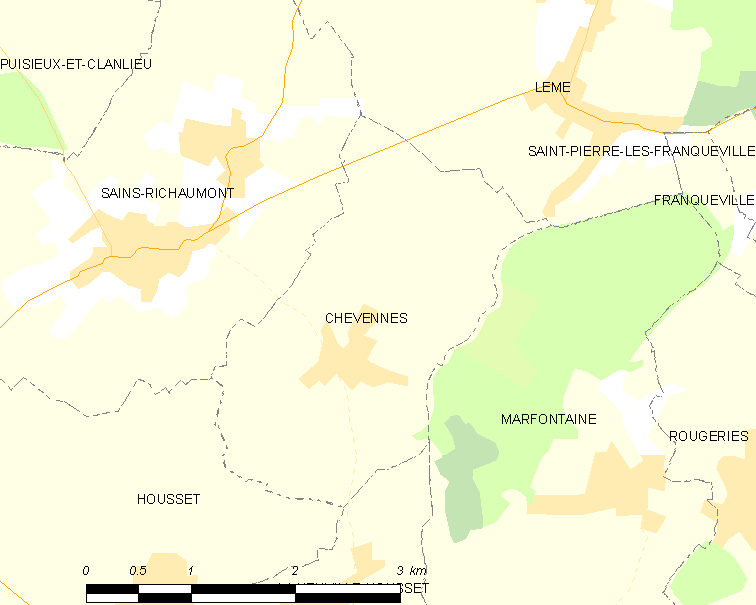
舍韦讷的OSM定位图

舍韦讷的时区为UTC+01:00、UTC+02:00（夏令时）。

## 行政
舍韦讷的邮政编码为02250，INSEE市镇编码为02182。

## 政治
舍韦讷所属的省级选区为马尔勒县。

## 人口

1962-2008年间舍韦讷人口变化图示

舍韦讷于2022年1月1日时的人口数量为128人。